# Лессель, Францишек
Францишек (Франц, Франциск) Лессель (около 1780, Варшава — 26 декабря 1838, Пётркув-Трыбунальский) — польский композитор и пианист чешского происхождения. Один из лучших учеников Й. Гайдна.

## Биография
Сын В. Ф. Лесселя (1750—1825), композитора и капельмейстера князя Чарторыйского. Первые уроки музыки получил у отца. Отправившись в Вену изучать медицину, стал учеником Й. Гайдна и полностью посвятил себя музыке. Гайдн весьма ценил Ф. Лесселя и, несмотря на разницу в возрасте, они остались в очень близких и сердечных отношениях. Ф. Лессель не покидал учителя до самой его смерти.
В 1810 году вернулся в Польшу.
Много концертировал, играл на фортепиано и стеклянной гармонике (модном в то время музыкальном инструменте). Давал уроки музыки и сочинял собственные произведения. Его концерты проходили в Вене, Кракове, Варшаве, а также в Пулававах, где его отец, Винценты Лессель, организовал оркестр в усадьбе Чарторыйских. Был придворным музыкантом, возглавлял любительское музыкальное общество Варшавы.
После изгнания Чарторыйских за участие в польском восстании 1830 года, Ф. Лессель вёл полную приключений жизнь. Был влюблён в Сесилию Бейдейл, незаконнорождённую дочь графини И.Чарторыйской. Однако этот брак оказался невозможным из-за различий в происхождении и финансового положения композитора.
Отправившись за границу, Лессель путешествовал там в течение нескольких лет, а по возвращении на родину занял должность управителя в имениях княгини Марии Вюртембергской (урожденной Чарторыйской), в Пилицах (ныне гмина Варка, Груецкий повят, Мазовецкое воеводство). Как человек многосторонне образованный и к тому же хороший строитель, Лессель развивал здесь в высшей степени полезную деятельность по части устройства садов и заводов. Когда в 1832 г. имения княгини Марии Вюртембергской перешли к её сыну, князю Адаму Вюртембергскому, Лессель перешёл на службу в имение Поплавских под Варшавой. В 1836 г. он назначен был инспектором сельскохозяйственного института в Маримонте под Варшавой , а в следующем 1837 г. переведен на должность инспектора в Пётркувскую гимназию. В этой должности Лессель скончался в 1839 г. Служебные занятия в последние 15 лет жизни часто мешали ему в его музыкальных занятиях.

## Творчество
В творчестве Ф. Лесселя, сформировавшемся, главным образом, под влиянием Й. Гайдна, ощутимо использование польской (рондо а la polonaisе, полонезы), а также украинской народной музыки (вариации на тему песни «Їхав козак з-за Дунаю…», Варшава, 1935, и др.).
В духе раннего романтизма написан вокальный цикл из 10 песен на текст «Исторических песен» Ю. Немцевича, Adagio и Rondo. В этом же роде была создана и его большая оратория, изданная Варшавским музыкальным обществом в 1820 г. Из композиций его было напечатано несколько фортепианных сонат и фантазий.
Ф. Лессель был редактором фортепианных произведений Гайдна и В. Моцарта.
Автор трактата «Исследования по контрапункту» («Studia kontrapunktyczne»).

## Избранные сочинения
- опера «Цыгане» (Cyganie);
- оратория «Святая Цецилия», месса, реквием;
- для оркестра — симфонии, увертюры, концерты с оркестром — для фортепиано, для 2 кларнетов, попурри для скрипки и для фортепиано с оркестром;
- камерно-инструментальные ансамбли — 11 струнных квартетов, фортепианный квинтет, 2 квартета и 2 секстета для духовых инструментов;
- для фортепиано — 3 сонаты, фуга в 4 руки, танцы и другие пьесы;
- вариации для клавесина.